# HD189178
HD189178 — хімічно пекулярна зоря спектрального класу B5, що має видиму зоряну величину в смузі V приблизно  5,5.
Вона  розташована на відстані близько 1531,3 світлових років від Сонця.

## Пекулярний хімічний склад
HD189178 належить до Хімічно пекулярних зір з пониженим вмістом гелію 
й в її  зоряній атмосфері спостерігається нестача He у порівнянні з його вмістом в атмосфері Сонця.